# Van Ha Vu
Van Ha Vu (em vietnamita:  Vũ Hà Văn; Hanói, 1970) é um matemático vietnamita, que trabalha com combinatória, teoria dos números e teoria das probabilidades.
Vu estudou a partir de 1989 na Universidade Eötvös-Loránd em Budapeste, onde obteve o diploma sob supervisão de Tamás Szőnyi. Foi depois para a Universidade Yale, onde obteve em 1998 um doutorado, orientado por László Lovász, com a tese Embedding, Anti-Hadamard Matrices, Extremal Set Systems and Nibble Method. Esteve em 1998/1999, 2005/2006 e em 2007 no Instituto de Estudos Avançados de Princeton e de 1999 a 2001 na Microsoft Research. Foi a partir de 2001 professor assistente, a partir de 2003 professor associado e a partir de 2005 professor na Universidade da Califórnia em San Diego (UCSD). Foi desde 2005 professor na Universidade Rutgers e é desde 2011 professor em Yale.
Recebeu o Prêmio George Pólya de 2008 e o Prêmio Fulkerson de 2012. Foi palestrante convidado do Congresso Internacional de Matemáticos em Seul (2014: Combinatorial Problems in Random Matrix Theory).

## Obras
- Tao, Vu: Additive Combinatorics. Cambridge University Press 2006, ISBN 0-521-85386-9.